# So-net モバイル LTE
So-net モバイル LTE（ソネット・モバイル LTE）はNTTドコモのXi網およびFOMAハイスピード通信網を使った下り最大225または・150Mbps、上り最大50Mbpsのデータ通信を提供する仮想移動体通信事業者サービスである。法人向けサービスは「NUROモバイル LTE/3G」の名称で行われている。

## 概要
インターネットサービスプロバイダであるSo-netの会員向けのサービスである。SIMカードのみ、スマートフォン・タブレット・モバイルルーターのセットも可能である。

## 料金
So-netの接続会員向けのサービスとなり、月額200円（税抜）のモバイル会員になれば利用できる。
月額基本料は、セキュリティが標準装備の音声なし月間5GB 4,813円（税抜）・月間3GB 2,980円（税抜）、音声付き月間3GB 1,890円（税抜）・1日間360MB 4,180円（税抜）である。

## 歴史
- 2011年10月3日 - 「So-net モバイル 3G」として個人向けのサービス開始[1]
- 2012年
  - 2月1日 - 法人向けサービスを開始
  - 8月1日 - LTE（Xi）対応機器での通信にも対応
- 2013年
  - 4月15日 -  後継サービスとして個人向け「NURO LTE」、法人向け「NUROモバイル LTE/3G」サービス開始[2]
  - 9月1日 - 「NURO LTE」を「So-net モバイル LTE」に改称[3]
- 2017年7月31日 - 「So-net モバイル 3G」サービス終了[4]
- 2018年1月31日 - 「So-net モバイル LTE」新規受付終了